# Аразі
Аразі́ (літературний псевдонім Арутюняна Мовсеса Меліковича; 20 березня (1 квітня) 1878, Шулавери — 21 грудня 1964, Єреван) — вірменський письменник, один з основоположників вірменської літературної прози.

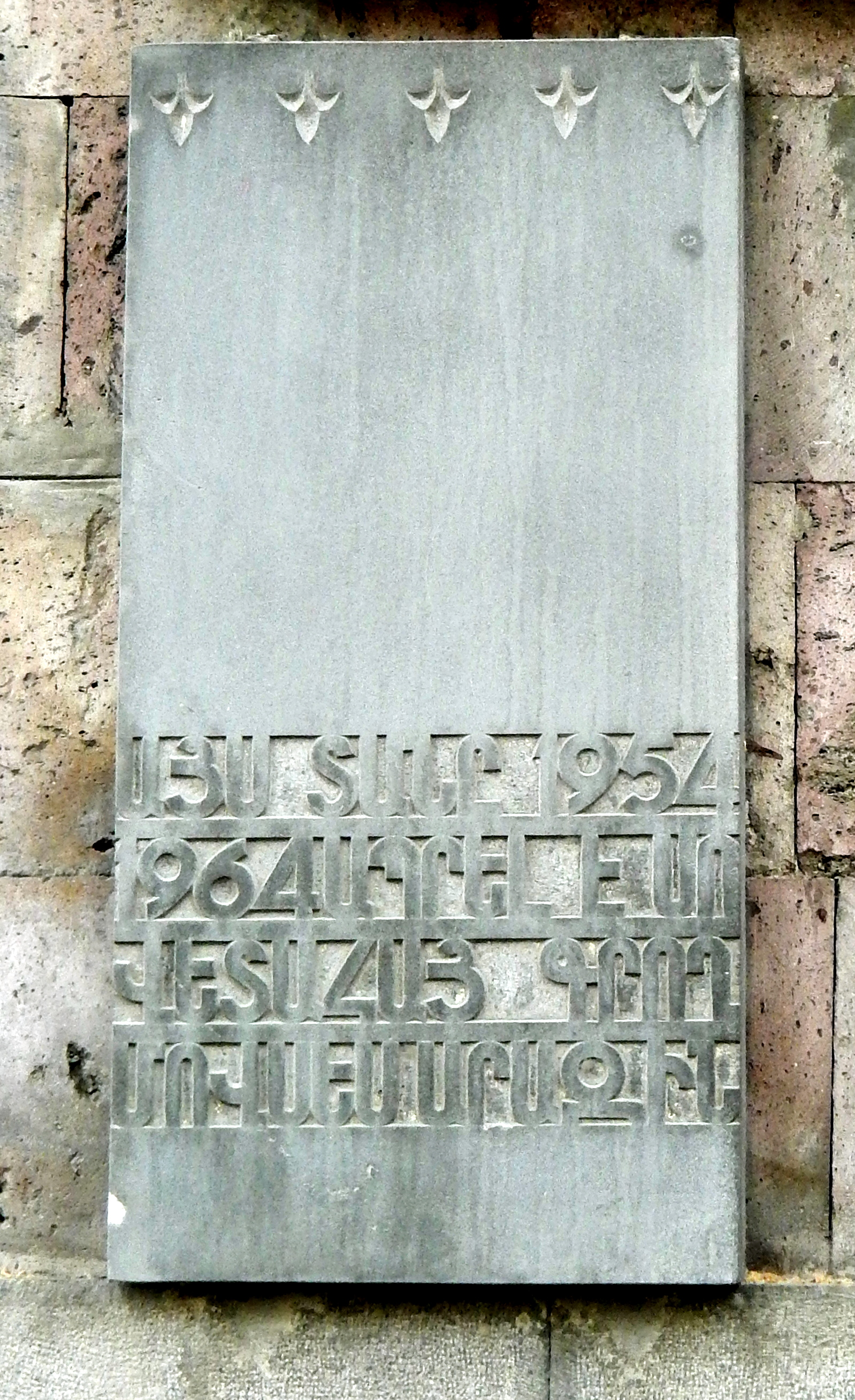

Народився в селі Шулавери (нині — місто Шаумяні).
Навчався в Петербурзькому технологічному інституті. За участь у революційному русі його заарештовували 1901 та 1905 року.
В ранніх оповіданнях відтворена героїка боротьби трудящих за нове життя.
Автор історико-революційного роману «Палаючий обрій» (1940) та повісті про життя вірменської інтелігенції — «Переможні паростки» (1950).
Перекладач Горького. Автор статей про Шевченка: «Свято всіх народів» (1939) тощо.